# Lycosa properipes
Lycosa properipes là một loài nhện trong họ Lycosidae.
Loài này thuộc chi Lycosa. Lycosa properipes được Eugène Simon miêu tả năm 1909.